# Маддалена, ноль за поведение
«Маддалена, ноль за поведение» (итал. Maddalena, zero in condotta) — чёрно-белая комедия режиссёра Витторио Де Сики по пьесе Ласло Кадара. Премьера фильма состоялась 18 декабря 1940 г. Первая роль в кино актрисы Карлы Дель Поджо.

## Сюжет
Элиза Малгари преподаёт в школе делопроизводства, но у неё не хватает опыта и авторитета для девочек из её класса, которые под предводительством Маддалены постоянно срывают уроки. Дальнейшее пребывание Элизы в должности под угрозой и она обвиняет во всём своих учениц. Маддалена сочувствует преподавательнице и уговаривает подружек вести себя потише на какое-то время.
В личной жизни Элизы тоже не всё гладко. Она сочиняет любовное письмо несуществующему господину Хартману из Вены, образ которого взят из учебников по делопроизводству. Маддлена находит это письмо и показывает его подружке. Та отправляет послание по указанному адресу в Вену и оно находит адресата. Получив письмо от незнакомки, господин Хартман решает с ней познакомиться и едет с этой целью в школу.

## В ролях
- Вера Бергман — Элиза Малгари, преподавательница
- Витторио Де Сика — Альфредо Хартман
- Карла Дель Поджо — Маддалена Ленчи
- Ирасема Дилиан — Ева Барта, ученица
- Амелия Келлини — директриса
- Пина Ренци — профессор Варци
- Армандо Миглиари — профессор химии
- Гульельмо Барнабо — синьор Эмилио Ленчи
- Джузеппе Варни — служитель Бондани
- Артуро Брагалья — профессор гимнастики
- Паола Венерони — курсантка Варьетти
- Дора Бини — курсантка Карикати
- Энца Дельби — курсантка
- Роберто Виллья — Стефано Армани

### В титрах не указаны
- Пия Аттанасио Фьоретти — синьора Ленчи
- Ирма Корелли — курсантка Сильвестри
- Джина Чинкини — синьора Бондани
- Альда Гримальди — курсантка
- Лина Маренго — профессор географии
- Ливия Минелли — горничная в доме Ленчи
- Мими Муньос — мать Элизы
- Вера Руберти — курсантка
- Титти Сперри — курсантка

## Съёмочная группа
- Режиссёр-постановщик: Витторио Де Сика
- Сценарист: Ферруччо Бьянчини, Альдо де Бенедетти (нет в титрах), Витторио Де Сика (нет в титрах), Серджио Пульезе (нет в титрах)
- Оператор: Марио Альбертелли
- Художник-постановщик: Гастон Меден
- Композитор: Нуччо Фьорда
- Звукорежиссёр: Эмилио Роза
- Монтажёр: Марио Бонотти